# Балабан, Юрий
Юрий Балабан (ок. 1610 — после 1663) — польский шляхтич, военный и государственный деятель Речи Посполитой.

## Биография
Сын старосты теребовльского, полковника Александра Балабана (ум. 1637), и его жены Варвары (Барбары) Ярмолинской (Барбары Сутковской из Ярмолинцев).
В молодости вместе с братом Александром путешествовал за границей, в Италии принял униатство. По возвращении получил должность штатного советника короля при его дворе.
В 1633 году с согласия короля Сигизмунда Вазы Юрий Балабан получил должность старосты теребовльского; по одним данным, от отца, по другим — от брата Александра.
В 1637—1638 годах в чине ротмистра участвовал в составе полка воеводы брацлавского Станислава «Реверы» Потоцкого в подавлении казацко-крестьянских восстаний на Украине под руководством запорожских гетманов Павлюка, Острянина и Гуни.
Юрий Балабан имел феодальные споры с подчашим великим коронным Яном Станиславом Яблоновским из-за местечка Перегинское, а также с Белжецкими
.
В 1639—1642 годах Юрий Балабан хозяйничал в Теребовльском старосте, вел процессы против своих соседей. В 1643 году он был заподозрен в убийстве Якуба Понятовского и приговорен судом к лишению дворянской чести — инфамии. В январе-феврале 1643 года участвовал в польском посольстве к трансильванскому князю Юрию I Ракоци, передав от короля свадебные подарки.
В 1644 году Юрий Балабан участвовал в разгроме крымских татар в битве при Охматове. В 1645 году он был лишен королем должности старосты теребовльского из-за многочисленных нарушений и легкомысленных отношений к ведению хозяйства. В 1646 году вместе со своей хоругвью получил от польского короля иск за причиненный вред Теребовле.
В 1648 году принял участие в борьбе против казацко-крестьянского восстания на Украине под предводительством запорожского гетмана Богдана Хмельницкого. В битве под Корсунем он попал в плен к крымским татарам. Содержался в неволе вместе с гетманом польным коронным Мартыном Калиновским. В сентябре 1650 года был одним из последних пленников, которых крымский хан освободил в знак дружбы польскому королю Яну Казимиру. После освобождения из плена он участвовал в битвах с казаками под Берестечком (1651), Белой Церковью (1651) и Батогом (1652). Вторично попал в плен к татарам, из которого был освобожден в 1654 году.
В чине полковника Юрий Балабан участвовал в войнах Речи Посполитой против Русского государства и Швеции. В сентябре 1655 года в битве под Городком он был взят в плен казаками. В том же году его выменяли за молодого Бутурлина после победы русских и казаков в битве под Озёрной. В январе 1656 года вместе с другими польскими магнатами подписал акт Тышовецкой конфедерации, сражался со шведами, отличился в битве под Варшавой.
В 1660 году Юрий Балабан был полковником кавалерии в дивизии гетмана великого коронного Станислава Реверы Потоцкого в битве под Чудновом, во время которой польско-татарские войска окружили и разгромили московское войско под командованием киевского воеводы Василия Шереметева.
В 1663 году за военные заслуги получил королевскую пенсию в размере 3000 польских флоринов и имения на Самборщине.